# Aliança Ateia Internacional
Aliança Ateísta Internacional (em inglês:  Atheist Alliance International - AAI) é uma federação mundial de organizações e indivíduos ateus, empenhados em educar o público sobre questões relacionadas ao ateísmo, secularismo, entre outros temas. A AAI foi fundada em 1991.

## História
A AAI foi fundada em 1991 sob o nome Atheist Alliance, uma aliança de quatro grupos ateus norte-americanas. Com o tempo, a organização expandiu-se, acrescentando tanto grupos norte-americanos locais/regionais quanto grupos internacionais como membros e mudou seu nome para Atheist Alliance International em 2001. Em 2010 e 2011, os membros aprovaram a separação da AAI em dois segmentos: o norte-americana e o internacional, com o objetivo de atender os diferentes interesses estratégicos de cada grupo. O grupo da AAI dos Estados Unidos foi renomeado para Atheist Alliance of America, enquanto o grupo internacional manteve o nome original. A AAI, no entanto, adotou um novo estatuto e uma nova estrutura organizacional. O lançamento da AAI recentemente reestruturada ocorreu na Convenção Mundial Ateia em Dublin, Irlanda, em 3 de junho de 2011.

## Estrutura

Símbolo ateu genérico, resultado de um concurso de 2007 da AAI, criado por Diane Reed.

A diretoria da AAI é composta por entre quatro e treze conselheiros eleitos para mandatos alternados de dois anos. Não mais do que três diretores podem vir de qualquer outro país e cada membro afiliado ou associado é representado por um membro no Conselho de Administração.
Os diretores e administradores da AAI são eleitos para mandatos de um ano no Conselho depois de cada Assembleia-Geral. O atual presidente da AAI é Carlos A. Diaz, de Buenos Aires, Argentina.
A AAI tem três classes de membros: afiliados, associados e membros individuais. Afiliados e associados são grupos ateus/livre-pensadores que têm os seus próprios membros individuais, e os filiados devem ser democráticos por natureza. Os membros individuais são as pessoas que apoiam o trabalho da AAI. Todos os membros têm o direito de participar das reuniões de membros, mas apenas os afiliados têm direito a voto.
A visão da AAI é a de "um mundo secular onde a política pública, a pesquisa científica e a educação não são influenciadas por crenças religiosas, mas pelo raciocínio lógico, racionalidade e evidências." A missão da AAI é "desafiar e confrontar a fé religiosa, para fortalecer o ateísmo mundial, promovendo o crescimento e a interação de organizações de ateu/livre-pensadores ao redor do mundo e para empreender projetos internacionais educacionais e de defesa."
Entre as atividades da AAI estão:
- Facilitar e hospedar convenções e conferências ateias ao redor do mundo;[7]
- Apoiar a Escola Primária Humanista Kasese em Uganda, através da facilitação de patrocínios e apoio aos estudantes pela angariação de fundos;
- Publicar a revista Secular World e produzir o podcast Secular World, organizado por Jake-Farr Wharton e Han Hills.[7]
- Apoiar o desenvolvimento de novos grupos de ateus, particularmente em países em desenvolvimento.
- Fazer lobby internacional para apoiar a liberdade de expressão e de consciência, especialmente para os ateus que são oprimidos por discriminação religiosa.

## Convenções
A primeira convenção anual, realizada pela AAI ocorreu em 1995, em Los Angeles, Estados Unidos. A primeira convenção internacional realizada pela AAI ocorreu em 2006 em Reykjavik, na Islândia. Em 2010, a AAI iniciou seu programa atual de co-hospedagem de convenções com afiliados e membros associados.
AAI co-organiza/apoia conferências anuais desde 2010:
- 2010: Melbourne, Austrália;[8] Montréal, Canadá; Copenhague, na Dinamarca; Cidade do México, México;
- 2011: Dublin, Irlanda;[9] Kamloops, Colúmbia Britânica (Canadá);[10] Gâmbia, Quênia;
- 2012: Manila, Filipinas;[11] Kamloops, Colúmbia Britânica (Canadá);[12] Colônia, Alemanha.